# Zéta (keresztnév)
A Zéta férfinév, Gárdonyi Géza névalkotása A láthatatlan ember című regényében. A név forrása nem ismert, lehet, hogy a görög ábécé egy betűjéből ered, vagy a székelyföldi Zetelaka fölötti Zeta várának mondájából.

## Gyakorisága
Az 1990-es években szórványos név, a 2000-es években nem szerepel a 100 leggyakoribb férfinév között.

## Névnapok
- november 22.[2]
- december 23.[2]

## Híres Zéták
- Zéta: fiktív szereplő Gárdonyi Géza: A láthatatlan ember című regényében